# Wulayti
De Wulayti of Wulaiti (uit het Arabisch: ولاية, wulâyatiỳ, betekent letterlijk grondgebied of staat) is een term die wordt gebruikt om een eerste generatie Arabische immigranten te noemen die op het grondgebied van hun thuisland is geboren. De term wordt vaker gebruikt om te verwijzen naar een immigrant uit Hadramaut.